# Алиева, Медина Вагиф кызы
Меди́на Али́ева (азерб. Mədinə Vaqif qızı Əliyeva; род. 4 мая 1965, Баку) — артистка балета и хореограф. Народная артистка Азербайджана (2002), лауреат премий «Золотой дервиш» и «Зирвя».

## Биография
Училась в классе художественного руководителя Бакинского хореографического училища Эллы Алмасзаде и была в числе подающих надежды выпускников. В Московском хореографическом училище прошла стажировку в классе народной артистки СССР Софьи Головкиной.
В 1983 году после окончания Бакинского хореографического училища была принята в балетную труппу Азербайджанского государственного театра оперы и балета. Труппа из 90 человек имела обширный репертуар, выезжала на гастроли по Союзу и за рубеж, где удостоилась диплома Парижской академии танца. Когда она пришла в труппу, там было пять солирующих пар — способные балерины и танцовщики с богатым опытом. Поначалу ее достаточно долго держали в кордебалете. Тем не менее, со временем Медина на долгие годы стала самой популярной исполнительницей всех главных партий в балетом репертуаре Азербайджанского государственного театра оперы и балета.
В 90-х годах М. Алиевой довелось испытать успех на выездах в Испании, Австрии, Великобритании, США. В 1992 году труппа получила приглашение в Германию, где был показан балет Кара Караева «Семь красавиц» получивший замечательные отзывы профессионалов и театралов. В 1999 году исполнила роль Гюльянаг в балете Афрасияба Бадалбейли «Девичья башня». Специалисты отмечали что в танцах М. Алиевой ест академизм, четкость линий способность убедительно выразить чувства исполняемой героини. В 2002 году Медина Алиева была удостоена почётного звания народной артистки Азербайджана.
Преподавала в Азербайджанском государственном университете культуры и искусств. На кафедре вела пластику и классический танец.
В 2008 году удостоена Персональной пенсии Президента Азербайджанской Республики.
В 2012 году поставила танцы в опере Вольфганга Амадея Моцарта «Так поступают все» в Азербайджанском театре оперы и балета им. М. Ф. Ахундова. В 2014 году осуществила постановку балета Фикрета Амирова «Тысяча и одна ночь» в Белорусском музыкальном театре (Минск).